# Сазанова, Наталья Михайловна
Ната́лья Миха́йловна Саза́нова (19 января 1932 — 17 апреля 2006) — советский и российский востоковед, индолог, филолог. Доктор филологических наук, профессор

## Биография
В 1954 году окончила восточное отделение исторического факультета МГУ и после 4-х лет работы по распределению в Государственной библиотеке иностранной литературы перешла на работу преподавателем в Институт стран Азии и Африки при МГУ. Поступила в аспирантуру к профессору А. М. Дьякову, и в 1962 году защитила диссертацию на соискание учёной степени кандидата филологических наук по теме «Проблематика драматургии Бхаратенду Харишчандры». В 1984 году защитила диссертацию на соискание учёной степени доктора филологических наук по теме «Творчество Сур Даса и североиндийская литературная традиция XVI—XIX вв.». Значительная часть работы над диссертацией была выполнила в Агре, Индия при содействии одного из индийских религиозных деятелей — Махатмы Бабаджи гуру дэв Шри Паджи Махараджи. С 1989 года являлась профессором кафедры индийской филологии ИСАА МГУ.
Во время своего пребывания во Вриндаване в начале 1970-х годов, Н. М. Сазанова давала уроки хинди Джорджу Харрисону и встречалась с основателем Международного общества сознания Кришны Бхактиведантой Свами Прабхупадой. Её духовным учителем был индийский гуру Баба Шри Пад джи
махарадж.
В мае 1973 года, во время научной командировки в Индию, Н. М. Сазанова в Дели познакомилась со С. Н. Рерихом (1904—1993), русским художником и общественным деятелем (младшим сыном художника Н. К. Рериха) и его супругой Девикой Рани Рерих (внучатой племянницей поэта и писателя Индии, лауреата Нобелевской премии Рабиндраната Тагора). Дружеские отношения со С. Н. Рерихом продолжались в течение 20 лет. В 1984 году Н. М. Сазанова вошла в состав Рериховской комиссии, созданной при кабинете Рериха в Музее искусств народов Востока. С момента основания в 1990 году входила в правление Московского общества имени Н. К. Рериха.
В 1995 году Н. М. Сазанова впервые приехала в Одессу по приглашению Одесского Комитета Пакта Культуры и Мира имени Н. К. Рериха, в дальнейшем Н. М. Сазанова ежегодно посещала Одессу летом.
В 2000 году Н. М. Сазанова посещает открывшийся Одесский Дом-Музей им. Н. К. Рериха и передает ценные научные материалы о творчестве поэта — Махатмы Сур Даса, авторские книги, индийскую философскую литературу. В зал Музея, посвященный Индии, Н. М. Сазанова передает реликвии духовной индийской традиции культа Бога Кришны и Его женской ипостаси Радхи. В каждый свой приезд Н. М. Сазанова выступала с научными докладами в Доме ученых Одессы, в Одесском Доме Музее имени Н. К. Рериха, давала интервью на телевидении и радио. Была участницей научных конференций, посвященных дню рождения ученого — востоковеда Ю. Н. Рериха, а также вечеров, приуроченных к памятным датам, — Дню независимости Индии и др. Выступления Н. М. Сазановой всегда собирали большую аудиторию и воспринимались одесской публикой с горячим интересом.

## Научные труды

### Монографии
на русском языке
- Сазанова Н. М. «Океан поэзии» Сурдаса. — М.: МГУ, 1973. — 311 с.
- Сазанова Н. М. Отправимся в страну, где милый…. — Одесса. : Астропринт, 2008. — 133 с. — ISBN 978-966-318-901-7

на других языках
- Sazanova N. M. Surdas Krishnayana. — Leipzig und Weimar: Gustav Kiepenheuer Verlag, 1978. — 108 p.

### Статьи
- Сазанова Н. М. Индийские расо — литературный комплекс средневековой Северной Индии // Народы Азии и Африки.- М., 1966. N1. — С. 103—106.
- Сазанова Н. М. Замечания по периодизации литературы хинди // Сборник: Проблемы периодизации истории литератур народов Востока. — М.: Наука, 1968. — С. 212—217.
- Сазанова Н. М. Понятие «пир» у суфиев и «гуру» у бхактов в индийской литературе XVI в. // Народы Азии и Африки. — М., 1970. — N3. — С. 145—151.
- Сазанова Н. М. Некоторые особенности поэзии бхакти XVI в. На языке брадж (К вопросу о становлении и кришнаитского бхакти на брадже) // Литература Индии. — М.: Наука, 1979. — С. 65-71.
- Сазанова Н. М. Поэзия расиков XVI в. на брадже // Сборник: Проблемы Восточной филологии. (Посвящение памяти профессора Любови Дмитриевны Позднеевой). — М.: МГУ, 1979. — С. 114—121.
- Сазанова Н. М. Сур Дас // Литература Востока в средние века: Тексты / Под ред. Сазановой Н. М. — М.: МГУ, Сиринъ, 1996. — С. 296—300.
- Сазанова Н. М. Образ бхакта в «житиях 84 вишнуитов» // На семи языках Индостана. Памяти Сухочёва А. С. — М.: Институт востоковедения РАН, 2002. — С. 44-63.
- Сазанова Н. М. Отправимся в страну, где милый… Из лирики Миры Баи // Голоса индийского средневековья / Отв. ред. Серебряков И. Д., Ванина Е. Ю. — М.: Эдиториал УРСС, 2002. — С. 142—164.

### Научная редакция
- Литература Востока в средние века: Тексты / Под ред. Сазановой Н. М. — М.: МГУ, Сиринъ, 1996. — 480 с.
- Нет жизни без Кришны. Из средневековой индийской поэзии / Под ред. Сазановой Н. М. — М.: МГУ, 1992. — 302 с.
- Кабир. Грандхавали (Собрание) / Пер. с браджа и коммент. Гафуровой Н. Б. Введение Гафуровой Н. Б. и Сазановой Н. М. Отв. ред. Сазанова Н. М. — М.: Наука, ГРВЛ, 1992. — 143 с.

### Фильмы
«Махатма Свами джи гуру дэв Шри Падджи Махарадж» (Mahatma Swami ji guru dev Sri Pad ji Maharaj) Над фильмом работали: Н. М. Сазанова, В. А. Карлов, А. А. Быстров. Текст перевода слов Баба джи Шри Падджи читал Г. М. Печников. Английские субтитры — К. Гилевича. В фильме использованы кадры из фильма: «The Vision of the Holy Vrindavan» и кадры любительских фильмов, музыка Рави Шанкара, фотографии и слайды из личного архива Н. М. Сазановой.